# Імантський полк
Імантський полк (латис. Imantas pulks) — латвійське військове національне формування в Білому русі на Далекому Сході під загальним керівництвом Франції. Сформований восени 1918 у Владивостоці та переправлений до Латвії у листопаді 1920. Виконував переважно міжнародні поліційні функції.

## Історія
Полк почали формувати 14 листопада 1918 після звільнення міста Владивостока військами Антанти від більшовиків. 11 грудня полку присвоєно ім'я лівського героя середньовіччя Іманта. Підпорядкований французькому комісару на Сибіру графу Мартелу. Призовні пункти добровольців відкрили у Владивостоці, Хабаровську, Читі, Красноярську і Благовєщенську. Загалом на Сибіру і на Уралі до весни 1919 на обліку було близько 4000 латвійців призовного віку та близько 400 колишніх офіцерів). До Імантського полку незабаром було приєднано і 1-й Окремий Троїцький латвійський батальйон, сформований 1 листопада 1918 у Троїцьку на сході Башкортостану.
На 29 березня 1920 у полку було 90 офіцерів і чинів, 765 стрільців (2 батальйони), команда інструкторів, санітарна частина, команди кулеметників, кавалеристів, пластунів, оркестр і господарська частина. Полк виконував гарнізонну службу, обов'язки військової поліції, в бойових діях участі не брав.
На весні 1920 завантажився на кораблі і доставлений до Латвії, так і не взявши участі у жодному бою з російськими більшовиками:
23 березня 1920 з Владивостока вирушило на пароплаві «Dania» — 465 багнетів, офіцери і господарські частини (в Латвію приїхав 21 червня).
28 лютого 1920 на пароплаві «Gveneth» вирушило 255 багнетів, офіцери і господарські частини (в Латвію приїхав 1 травня), а остання група вирушила в червні разом з Троїцьким батальйоном.
1 серпня 1920 полк розформували — частину демобілізували, інших зарахували в різні частини Латвійської армії.

## Командири полку
- полковник Я. Куреліс (14.11.1918.-19.04.1919.)
- майор Й. Поніс (19.04.1919.-22.05.1919.)
- капітан Карліс Лобе (22.05.1919.-11.08.1919.)
- капітан Я. Озолс (11.08.1919.-20.02.1920.)
- капітан А. Ґроскауфманс (з 20.02.1020.-01.08.1920.)